# Robert Corey
Robert Brainard Corey (19 août 1897 - 23 avril 1971) était un biochimiste américain dont les principaux travaux ont porté sur la structure des protéines.

## Biographie
Robert Corey est né à Springfield, Massachusetts. Ses parents, Fred Brainard Corey et Caroline (Heberd) Corey, ont tous deux obtenu leur diplôme de l'université Cornell, son père en 1892 et sa mère en 1893. Son père était un ingénieur en mécanique et en électricité, employé depuis de nombreuses années par General Electric à Schenectady comme développeur de matériel ferroviaire et plus tard pour Union Switch et Signal Company à Pittsburgh. Robert Corey a fait ses premières années de scolarité à la Brown School, une école primaire privée à Schenectady. Il a ensuite fréquenté l'école secondaire à Edgewood, en Pennsylvanie. De là, il est allé à l'université de Pittsburgh, où il a obtenu en 1919 un baccalauréat en chimie. Dans sa jeunesse, il a été atteint de la poliomyélite (paralysie infantile). Un bras gauche partiellement paralysé, une boiterie prononcée et une constitution frêle sont restés avec lui tout au long de sa vie. Il poursuivit ses études à l'université Cornell où il s'est spécialisé en chimie inorganique et où il obtint son doctorat. En 1928, il a rejoint l'Institut Rockefeller en tant qu'assistant en biophysique. Il y travailla une dizaine d'années. Avec Ralph Wyckoff (en), ils étudièrent la structure de diverses molécules organiques utilisant la technique de diffraction des rayons X.
Les travaux qui ont contribué le plus à sa notoriété furent ceux réalisés avec Linus Pauling et Herman Branson ayant mené à la découverte de l'hélice alpha et du feuillet bêta révélant ainsi deux importantes structures secondaires constituant les protéines,,. Il mourut en 1971 d'une athérosclérose compliquée d'hypoglycémie.

## Distinctions
- Doctorat honorifique en sciences de l'Université de Pittsburgh en 1964.
- Élu à l'Académie nationale des sciences américaine en 1970.